# Parmortha circumcincta
Parmortha circumcincta är en stekelart som först beskrevs av Léon Abel Provancher 1879.  Parmortha circumcincta ingår i släktet Parmortha och familjen brokparasitsteklar. Utöver nominatformen finns också underarten P. c. flavipes.